# Ma pecché/Tu saje a verità
Ma pecché/Tu saje a verità, pubblicato nel 1966, è un 45 giri della cantante italiana Iva Zanicchi.

## Tracce
Lato A
- Ma pecche'  - (Antonio Vian - R. Fiore)

Lato B
- Tu saie 'a verità  - (N. D'Alessio - A. Mazzucchi)